# بيير أكيندونغي
بيير كلافر أكيندونغي (بالإنجليزية: Pierre-Claver Akendengué)‏ (مواليد 25 أبريل 1943)، هُو مُلحن وموسيقي غابوني.

## وصلات خارجية
- بيير أكيندونغي على موقع IMDb (الإنجليزية)
- بيير أكيندونغي على موقع ميوزك برينز (الإنجليزية)
- بيير أكيندونغي على موقع أول ميوزيك (الإنجليزية)
- بيير أكيندونغي على موقع ديسكوغز (الإنجليزية)